# Carlos Fleurquin Narbondo
Carlos María José Fleurquin Narbondo (Salto,  Uruguay, 6 de julio de 1910 - Montevideo, Uruguay, 19 de julio de 1990), fue un magistrado uruguayo, quien se desempeñó como miembro del Tribunal de lo Contencioso Administrativo entre 1968 y 1977.

## Primeros años
Nació en Salto el 6 de julio de 1910,hijo de Enrique Antonio Fleurquin y de Elisa Narbondo.
Cursó estudios en la Facultad de Derecho de la Universidad de la República hasta obtener el título de abogado.

## Juez de Paz en el interior
En abril de 1937 inició su carrera judicial al ser nombrado Juez de Paz de la primera sección de Maldonado, con sede en Maldonado.
En febrero de 1939 fue trasladado al Juzgado de Paz de la primera sección de Canelones, con sede en Canelones.

## Juez de Paz en la capital
En marzo de 1940 fue trasladado al cargo de Juez de Paz de la quinta sección judicial de Montevideo.

## Juez Letrado en el interior
En junio de 1942 fue ascendido al cargo de Juez Letrado de Treinta y Tres.
En agosto de 1945 fue trasladado al Juzgado Letrado de Colonia.

## Juez Letrado en la capital
En agosto de 1950 fue ascendido a cumplir funciones como Juez Letrado en Montevideo, inicialmente como Juez Letrado de Instrucción y Correccional de Tercer turno.
En marzo de 1952 fue designado Juez Letrado en lo Civil de Segundo Turno,cargo en el que permaneció durante diez años.

## Tribunal de Apelaciones
En marzo de 1962 recibió un nuevo ascenso, esta vez al puesto de ministro del Tribunal de Apelaciones en lo Civil de Segundo Turno,el que integró durante seis años.

## Tribunal de lo Contencioso Administrativo
Al quedar vacante un puesto en el Tribunal de lo Contencioso Administrativo en enero de 1968 por el fallecimiento de Carlos Durán Rubio, se encontraba en vigencia la nueva Constitución de 1967, cuyo artículo 236 había previsto por primera vez un mecanismo subsidiario de designación para los cargos vacantes en la Suprema Corte de Justicia y el TCA en función de la antigüedad en los Tribunales de Apelaciones, para el caso de no efectuarse designación por la Asamblea General dentro de los noventa días de producida la vacante.
En aquel momento Fleurquin compartía la condición de ministro más antiguo de los Tribunales de Apelaciones con Carlos Dubra y Arturo Figueredo, pero tenía más antigüedad que los anteriores como juez o fiscal, criterio recogido subsidiariamente por la Constitución en caso de empate.
Transcurrido dicho plazo, por consiguiente, se produjo el ingreso automático al TCA de Fleurquin, quien prestó juramento ante la Asamblea General el 17 de abril de 1968.
Fue, por consiguiente, el segundo magistrado en ingresar a dicho organismo por antigüedad, luego de Horacio Hughes que lo había hecho en 1967; sistema que en la Suprema Corte de Justicia se aplicaría por primera vez recién en 1971 con el ingreso de Dubra.
Fleurquin ocupó la Presidencia del TCA durante los años 1969y 1975.
Se retiró del Tribunal a principios de 1977. La vacante que dejó fue cubierta en marzo de dicho año por el Consejo de la Nación con la designación de Alberto Reyes Terra.

## Actividades posteriores
En 1985 fue designado por el Directorio del Banco Hipotecario del Uruguay como miembro de una comisión investigadora sobre presuntas irregularidades ocurridas en dicha institución.
En 1986 formó parte de una comisión encargada de la redacción de una nueva Ley Orgánica Militar.

## Vida personal y fallecimiento
Contrajo matrimonio en 1942 con Margarita Peirano Facio,con quien tuvo cinco hijos, Margarita, Carlos, Alberto, Guillermo y Elisa Fleurquin Peirano.
Carlos Fleurquin Narbondo falleció en Montevideo el 19 de julio de 1990, poco después de cumplir 80 años.